# Пакизе Тарзи
Пакизе Иззет Тарзи (на турски: Pakize İzzet Tarzi) (родена 1910, починала 2004) е турска лекарка. Известна е с това, че е първата жена-гинеколог в Турция.

## Биография
Тарзи е родена в Османската империя, в Алепо през 1910 година. Баща ѝ е главен инспектор на местния клон на банка Зираат. След британската инвазия в Дамаск през 1918 година, семейството се мести в Адана, а после – в Коня след като Адана е завзета от френските сили. След като завършва гимназия в Сьорлер Окулу, Пакизе продължава обучението си в Американския девически колеж в Бурса, където решава да продължи обучението и кариерата си като лекар. Дипломира се в специалност медицина през 1932.
На 21 юли 1949, тя отваря първата женска клиника „Пакизе И. Тарзи“ в квартал Шишли в Истанбул.
Известна е и като първата туркиня, преплувала Босфора през 1930-те години.

## Личен живот
През 1935 година се омъжва за Абдул Феттах Тарзи, който бил племенник на афганския крал Аманулла Хан. Дъщеря им, Зейнеп Тарзи, е съпруга на неосъществения наследник на трона на Османската империя, Ертогрул Осман V.
Тарзи умира на 94-годишна възраст през 2004 година.